# Nanniscus pulicarius
Nanniscus pulicarius är en skalbaggsart som beskrevs av Hermann Burmeister 1844. Nanniscus pulicarius ingår i släktet Nanniscus och familjen Melolonthidae. Inga underarter finns listade i Catalogue of Life.